# 태양속으로
《태양속으로》는 2003년 1월 11일부터 2003년 3월 16일까지 SBS에서 방송된 드라마로 전 20부작으로 되어 있다. 권상우의 첫 번째 작품이기도 하다.
한편, 캐스팅 문제로 골머리를 썩였는데 당초 정준이 김재현 역으로 낙점됐으나 개인사정으로 고사하자 정태우가 대타로 들어갔다.
아울러, 군인들의 현실을 왜곡했다는 이유로 비난을 받았다. 일본에서도 방영되었고 DVD-BOX, OST 등으로 출시되었다.

## 등장인물
- 권상우 - 강석민 역
- 명세빈 - 전혜린 역
- 정성환 - 이승하 역
- 김정화 - 강수진 역
- 정태우 - 김재현 역
- 이유진 - 유보나 역
- 박인환 - 전준오 역
- 정은찬 - 송기철 역
- 최란 - 지화자 역
- 오주은 - 조진아 역
- 박형준
- 장은비

## 편성에 관해
- 애초 <바다의 왕자>란 평일 미니시리즈로 2002년 3월 기획되었으나 시놉시스가 흥미롭고 시청자들의 구미에 맞아 주말 특별 기획 드라마로 재편성[2]됐다.

## 시청률
마지막 회에서 시청률 30% 대를 돌파했다. 줄곧 20%대의 시청률을 유지했으며, 16일 마지막 회에서는 31.2%(수도권)를 기록했다.

## 수상 경력
- 2003년 SBS 연기대상 여자 조연상 김정화
- 2003년 SBS 연기대상 10대 스타상, 네티즌 최고 인기상 권상우